# Hollandia vasúti közlekedése

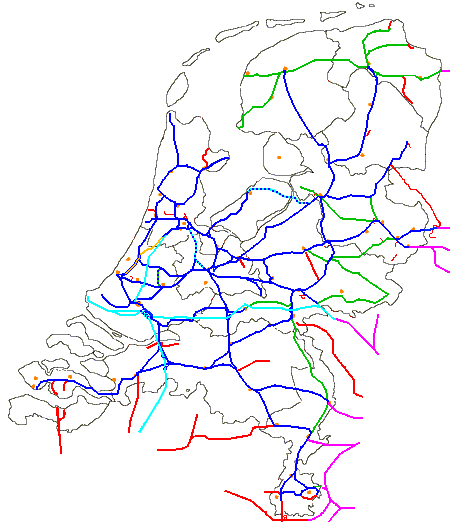
Biztosító berendezések

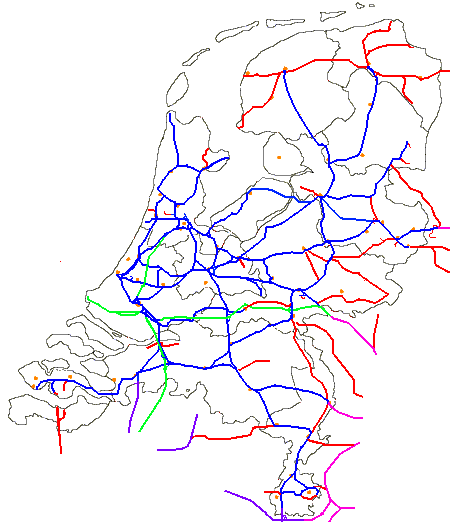
Villamosítás
Kék: Villamosított
Piros: Nem villamosított

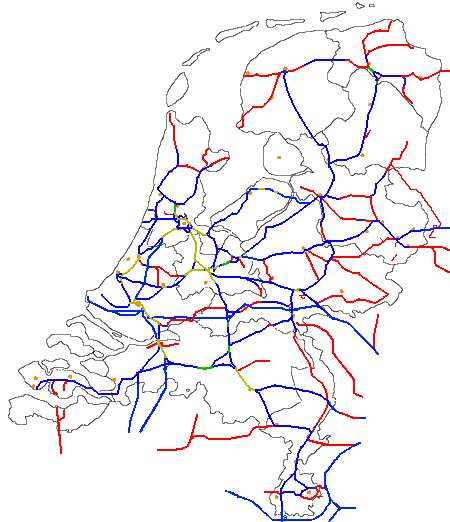
Vágányok száma
Sárga: 4 vágány
Zöld: 3 vágány
Kék: 2 vágány
piros: 1 vágány

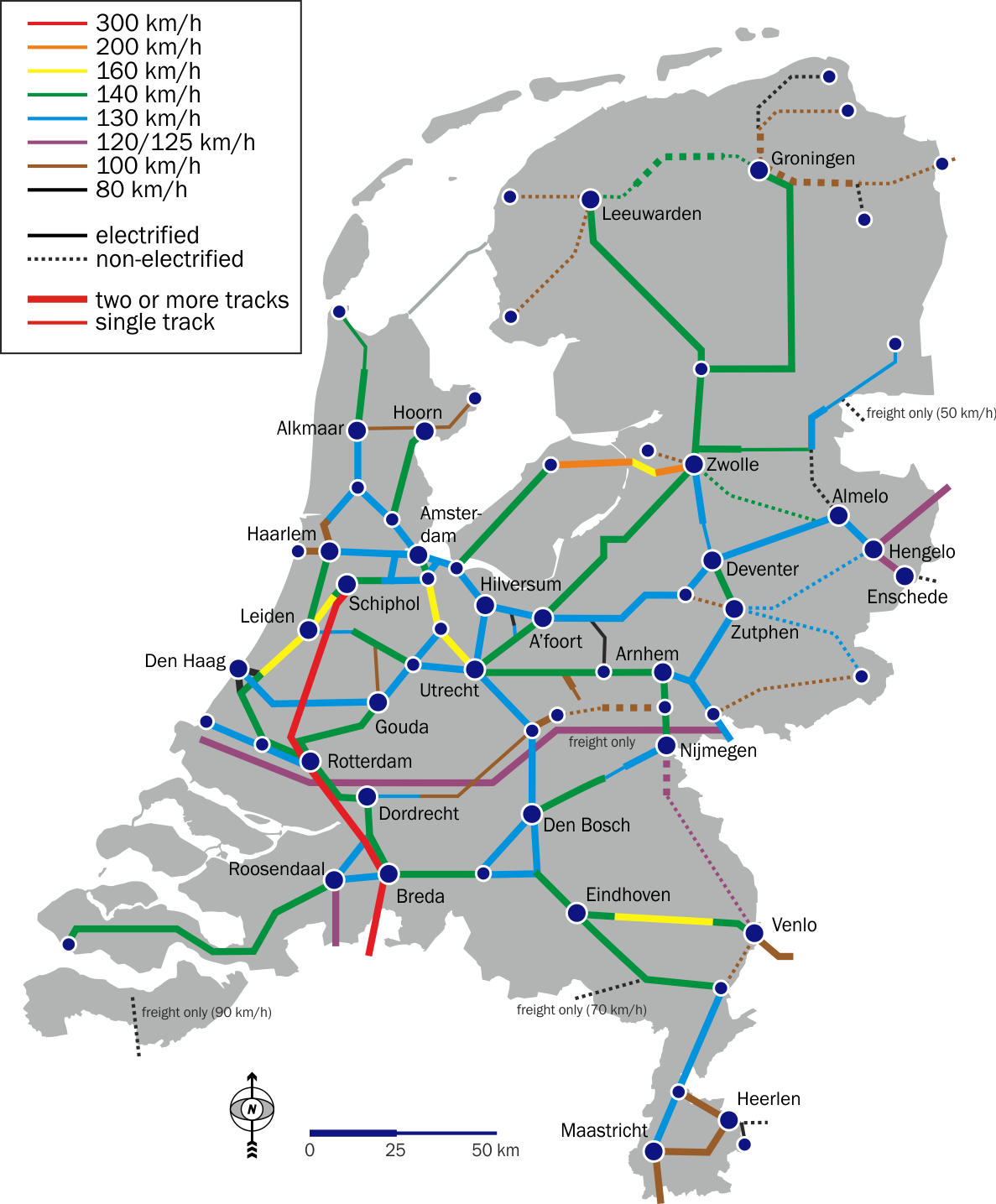
Pályasebességek

Az alig Dunántúlnyi területű Hollandia vasúthálózata nem sűrűbb, mint a magyar, de annál jóval nagyobb forgalmat bonyolít le. Az ország népsűrűsége nagy, területének egésze sík (leszámítva néhány kisebb dombocskát az ország egyik szegletében, Maastricht térségében). Az óceáni éghajlatú országban elég gyakran esik az eső, és ritkán haladja meg a 25 Celsius-fokot a hőmérséklet. A vasútvonalak teljes hossza 2896 km, amely normál nyomtávolságú, és 2064 km hosszan villamosított.

## A holland vasúti liberalizáció
A liberális hollandok a vasútjuk átalakítását is az első között végezték el. Szétválasztották a személy- és árufuvarozást, és kiszervezték az állami cégből a pályafenntartást. Szokás szerint az államvasút nevét a személyszállítási utódcég vitte tovább, mely Nederlandse Spoorwegen (NS) néven végzi tevékenységét. A pályafenntartás a ProRail feladata, mely e tevékenységhez a legjobban felszerelt cégek közé tartozik Európában. Az árufuvarozást privatizálták, azt a német Stinnes/Railion csoport vásárolt meg, tevékenységét jelenleg Railion Nederland néven, saját járműveivel végzi.
A külföldi társaságok előtt a holland pályák nyitottak, melynek eredményeként 2003-ban 15 magántársaság rendelkezett közlekedési engedéllyel.
A magántársaságok leginkább a konténerszállításokban jeleskednek. Ez a rotterdami kikötő forgalmát tekintve, nem is meglepő. A konténereket szállító ERS Railways B.V. társaságot közvetve két nagy hajózási társaság, a Maersk-Sealand és a P&O Nedlloyd tartja a kezében, és a német határon túlra is eljutnak a vonataik. Az ACTS Nederland társaság különleges konténer típusa miatt nagyon ismert, melyeket a hagyományosnál gyorsabban és könnyebben lehet a vagonokról közvetlenül a teherautóra helyezni. E mellett az ACTS a hulladékszállítás terén harcolt ki jelentős pozíciókat az árufuvarozási piacon.
A piac az első csődön is túl van: a Shortlines társaság eszközeit és embereit – annak 2004 októberére bekövetkezett csődje miatt – a németországi, vegyipari szállításokban jeleskedő rail4chem társaság vette át.
Néhány cég kifejezetten a személyszállításra specializálódott. A Syntus 1999 májusában lépett a piacra, és az NS-sel együttműködve, mára négy vasútvonalon közlekedtet vonatokat. Eleinte az NS-től átvett járművekkel dolgoztak, de 2001-ben megérkezett a 19 darab korszerű LINT motorvonatjuk. Az Almelo-Mariënberg szakasz forgalmát az Oostnet busztársaságtól vették át. Formálisan azonban még mindig a mára Conexxion nevet felvett busztársaság nevében, a tőlük átvett járművekkel bonyolódik ott a közlekedés.
A Noordned Personenvervoer is szép lassan nőt naggyá. A szintén 1999 májusában az NS résztulajdonával létrejött vállalat három mellékvonallal kezdte Leeuwarden városka vonzáskörzetében. Egy évvel később azonban megduplázta a vonalaik számát, és a másik északi város Groningen körzetét is átvette. Az új feladatokhoz új járműveket is vettek, 16 darab kétrészes dízel motorvonatot.
A holland piac külön érdekessége, hogy a gépészeti részt is teljesen kiszervezték, de a mozdony tulajdonjogát és annak fenntartását szétválasztották. Így a telephelyek működtetését a Nedtrain végzi, melynek két legnagyobb megrendelője az NS és a Railion.

## Hollandia vasúti személyszállítása
Az NS 2003-ban 309,5 millió utast szállított, ami ugyan 1,6%-os csökkenés az előző évihez képest, mégis óriási szám. Ha a MÁV a magyar hálózaton pont olyan sikeres tevékenységet folytatna, mint az NS, akkor 852,4 millió fizető utast szállítana, a mainak hétszeresét.
Az NS piaci sikere a magas népsűrűségben, a nagyvárosok nagy számában, azok egymásba érő elővárosaiban keresendő. A vasút képes volt megfelelni a jóléti társadalom támasztotta elvárásoknak, és kapacitását csúcsra járatva forgalomszervezési bravúrokkal sikerült a hatalmas tömeget és a vonatközlekedést nagyobb fennakadás nélkül irányítaniuk.
A siker másik összetevője, hogy néhány, a motorizációt alig ismerő távol-keleti országot is megszégyenít a kerékpáros közlekedés mennyisége. Minden holland lakosnak van legalább egy, de inkább két kerékpárja. A közúthálózat majdnem teljes egésze mellett – arról leválasztva vagy mellé építve – kerékpársávokat alakítottak ki. Ez a települések közötti és az alsórendű utakra is igaz. A fentiek tekintetében meglepő, de a holland vonatokon nem történik jelentős mennyiségű kerékpárszállítás, noha lehetőség volna rá. Az ingázók lakóhelyükön és munkahelyükön is használnak egy-egy kerékpárt. A munkahely településén lévő bicikli éjszakánként az állomás előtti tárolóban pihen több száz másik mellett.
A bicikliutak és az állomási kerékpártárolók sikeresen küszöbölték ki azt a negatív hatást, mely a vasútállamosok relatív ritkaságából és a lakóhelytől, célponttól való távolsága okoz. A vonatra szállók közel fele kerékpárral érkezik az állomásra, vagy azzal távozik onnan.
A hollandok már csak azért sem viszik magukkal – például hétvégi kirándulások alkalmával – a kétkerekűiket, mivel azok minden nagyobb állomáson bérelhetők, ami olcsóbb, mint szállítani.
Ahogy több nyugati országban, itt is létezik törzsutas kártya. Ez azonban némiképp különbözik a többitől. A reggeli csúcsforgalom időben rövidebb, mint a délutáni, tehát rövidebb idő alatt kell az utasokat reggel az egyik irányba vinni, mind onnan délután vissza. Így a vonatok kihasználtsága reggel magasabb, mint délután. Ezt ellensúlyozandó a kártya csak délelőtt 9 órától érvényes, így aki később utazik, az 40%-kal olcsóbban teheti meg. A kártya további előnye, hogy meghatározott számú társat is magával vihet kedvezményes áron a tulajdonosa. E kártyák olyannyira elterjedtek, hogy annak meglétét nem is ellenőrzik jegyvizsgálat során, mert olyannyira természetes, hogy van.
A fentiek miatt nem meglepő, hogy a vonatok a nap minden időszakában kiemelkedően jó kihasználtsággal közlekednek. Ez azért érdekes, mert a holland ütemes menetrend és pályaállapot biztosítása fajlagosan annyiba kerül, mint például Németországban, de a magasabb kihasználtság miatt sokkal gazdaságosabb a holland vasút.
Csodák azonban nincsenek. A holland vasút 7,9%-os részarányt képvisel az utaskilométer-teljesítményben. Azonban a 14,2 milliós teljesítménye így is 78%-kal több, mint 1970-ben volt, miközben az EU-15-ök átlaga csak 40%-kal nőtt ez idő alatt. A holland vasút azonban elérte legnagyobb méretét, a vonatok száma már nem növelhető könnyen, és teljesítménye már 15 éve ezen a szinten stagnál.
2007 áprilisában viszont változás áll be. Elkészült az új nagy sebességű vasútvonal Amszterdam és a belga határ között. Ezen közlekedve a menettartam Amszterdam és Rotterdam között mindössze 35 perc lesz, szemben a mai 62-vel, míg Amszterdam és Breda között az 1 óra 47 perc alig egy órára szelídül. Nemzetközi forgalomban a menetidő csökkenése egy óra, azaz lényegében Belgium felé a felére csökken. A vonatokat az NS vasút és a KLM légitársaság fogja együttesen üzemeltetni, a mainál kb. 60%-kal magasabb jegyárak mellett.

## Hollandia vasúti árufuvarozása
Az ország vasúti árufuvarozását főleg Európa legnagyobb kikötője, Rotterdam határozza meg. A kikötőben évente 100 millió tonna áru fordul meg, amihez hozzájön az amszterdami 47 milliós mennyiség. Ennek ismeretében elég kiábrándítónak tűnhet, hogy a legnagyobb áruszállító cég, a Railion mindössze 26 millió tonnát szállít az országban, ebből 23 milliót nemzetközi forgalomban. Ez akkor sem meghatározó mennyiség, ha tudjuk, ez tonna kilométerben számolva, közel 10%-os egy év alatti növekedés eredménye. Általában az országban a személy- és árufuvarozás volumene között a nagyság tekintetében kimutatható némi összefüggés. A kivétel ez alól Hollandia. Az EU átlagot jóval meghaladó személyszállítási részarányhoz mindössze 4%-os árufuvarozási szint társul, az EU-átlag alig harmada.
Az nem mondható, hogy Hollandia a környezetet legjobban terhelő teherautókat részesítené előnyben, azok alig 47%-ot képviselnek az EU-15-ök 76%-ával szemben. Az áruforgalom jelentős része a legolcsóbb és legzöldebb módon, uszályokon utazik a nagy kiterjedésű belvízi útvonalakon. A hajózás 44%-os részaránya 3,5-szerese az őt követő Belgium hasonló adatának, lényegében egymaga hozva össze a 7%-os EU-átlagot.
A csúcsra járatott holland infrastruktúra tehermentesítésére több projekt is folyamatban van. Ezek jó része nagysebességű pályák építését és négyvágányú vasúti folyosók kialakítását célozzák.
Az viszont példátlan, hogy a rotterdami környék neve után Betuweroute elnevezésű projekt keretében egy 160 km hosszú, kétvágányú, kizárólag a teherforgalom számára készült vonal épült a kikötő és a német határ között. A vonal a legjelentősebb árufuvarozást szolgáló beruházás az Európai Unióban. A vonal kiépítési sebessége 120 km/óra, csúcskapacitása 10 vonat/óra irányonként. E vonal nélkül a vasúti teherforgalom bővítésére nem sok lehetőség volt Hollandiában. A kiépítés késleltetése pedig veszélyeztette volna Hollandia fő célját: Rotterdam vezető szerepének megőrzését Hamburg, Bréma és Antwerpen kikötőivel szemben.
A vonal a 4,4 milliárd eurós (1100 milliárd forintos) építési költségével azon kevés jelentős infrastrukturális beruházás között van, mely esetében megtérülésről is lehet beszélni. Ez a hatalmas ár nemcsak a pályát, hanem a csatlakozó kikötői vasúti létesítmények költségét is tartalmazzák. Így Maasvlaktében évi 600 ezer, Waalhavenben 200 ezer darab konténerkapacitású átrakási hely épült meg.
A vonal 25 kV 50 Hz-es feszültségű felsővezetéki hálózattal épült ki. Ez radikálisan eltér a holland hálózat 1,5 kV egyenáramú többi vonalától, de a csatlakozó német hálózat 15 kV 16,7 Hz-es hálózatától is. A választás azért esett erre az áramnemre, mert az optimális vontatási tulajdonságok elérése igy biztosítható, ami növeli a vonal kapacitását. A közlekedés többáramnemű gépekkel történik, amihez 100 darab négyáramnemű 189-es sorozatú gépet rendelt a német DB, és további 400 darabra kötött ki opciót.
A 25 kV alatti közlekedésben a MÁV már nagy tapasztalattal rendelkezik. Így az először elkészült 6 km-es Maasvlakte–Europoort szakaszra Magyarországról két jármű (V63 049, BVhmot 200) ment a teszteket elvégezni 2001 januárjában. (A kiválasztást a V63-as mozdony meglehetősen rossz fázistényezője, a BVhmot sor. motorkocsi jó fázistényezője, valamint a viszonylag alacsonyabb díj is indokolta.)
Az új vonal két részből áll: 48 km-nyi a kikötőben vezet, míg 112 km-nyi nyíltvonal nagyobb részt az A15-ös autópálya mellett.

## Vonalak

### Groningen
- Groningen - Delfzijl
- Groningen - Weiwerd (Woldjerspoorweg)
- Harlingen - Nieuwe Schans (Staatslijn B)
- Jhrhove - Nieuwe Schans
- Meppel - Groningen (Staatslijn C)
- Sauwerd - Roodeschool (Hogelandspoor)
- Stadskanaal - Ter Apel - Rijksgrens
- Stadskanaal - Zuidbroek
- Winsum - Zoutkamp (Marnelijn)
- Zuidbroek - Delfzijl
- Zwolle - Stadskanaal

### Frízföld
- Arnhem - Leeuwarden (Staatslijn A)
- Harlingen - Nieuwe Schans (Staatslijn B)
- Leeuwarden - Anjum (Dokkumer Lokaaltje)
- Leeuwarden - Stavoren
- Stiens - Harlingen
- Tzummarum - Franeker

### Drenthe
- Arnhem - Leeuwarden (Staatslijn A)
- Gronau - Coevorden (Bentheimer Eisenbahn)
- Assen - Stadskanaal
- Meppel - Groningen (Staatslijn C)
- Stadskanaal - Ter Apel Rijksgrens
- Zwolle - Stadskanaal

### Overijssel
- Almelo - Salzbergen (Hengelo, Oldenzaal és Bad Bentheim érintésével)
- Apeldoorn - Deventer
- Apeldoorn - Zwolle (Baronnenlijn)
- Arnhem - Leeuwarden (Staatslijn A)
- Boekelo - Oldenzaal EO
- Deventer - Almelo
- Deventer - Ommen
- Glanerbrug - Losser
- Münster - Glanerbeek
- Enschede-Zuid - Ahaus (Zuiderspoor)
- Hattem - Kampen Zuid
- Lelystad - Zwolle (Hanzelijn)
- Mariënberg - Almelo
- Neede - Hellendoorn
- Doetinchem - Hengelo GOLS
- Utrecht - Kampen (Centraalspoorweg)
- Zutphen - Glanerbeek (Staatslijn D)
- Zwolle - Almelo
- Zwolle - Stadskanaal

### Flevoland
- Lelystad - Zwolle (Hanzelijn)
- Weesp - Lelystad (Flevolijn)

### Gelderland
- Wijchen - Hommersum katonai vasút
- Amsterdam - Zutphen (Oosterspoorweg)
- Amsterdam - Elten (Rhijnspoorweg)
- Apeldoorn - Deventer
- Apeldoorn - Zwolle (Baronnenlijn)
- Arnhem - Nijmegen
- Arnhem - Leeuwarden (Staatslijn A)
- Dieren - Apeldoorn
- Elst - Dordrecht (Betuwelijn)
- Hattem - Kampen Zuid
- Kesteren - Amersfoort
- Nijmegen - Kleve
- nijmegeni vontatóvágány
- Neede - Hellendoorn
- Nijkerk - Ede-Wageningen (Kippenlijn)
- Nijmegen - Venlo
- Rotterdam - Zevenaar (Betuweroute - új teherkorridor)
- Ruurlo - Doetinchem
- Doetinchem - Hengelo GOLS
- Tilburg - Nijmegen
- Utrecht - Boxtel (Staatslijn H)
- Utrecht - Kampen (Centraalspoorweg)
- Varsseveld - Dinxperlo
- Winterswijk - Neede
- Winterswijk - Bocholt (Bocholtse Baan)
- Winterswijk - Zevenaar
- Zevenaar - Kleef
- Zutphen - Glanerbeek (Staatslijn D)
- Zutphen - Gelsenkirchen-Bismarck

### Utrecht
- Aalsmeer - Nieuwersluis-Loenen
- Amsterdam - Elten (Rhijnspoorweg)
- Amsterdam - Zutphen (Oosterspoorweg)
- De Bilt - Zeist
- Den Dolder - Baarn (Stichtse Lijn)
- Veenendaallijn
- Harmelen - Breukelen
- Hilversum - Lunetten
- Kesteren - Amersfoort
- Utrecht - Boxtel (Staatslijn H)
- Utrecht - Rotterdam
- Utrecht - Kampen (Centraalspoorweg)
- Woerden - Leiden

### Észak-Holland
- Aalsmeer - Amsterdam Willemspark
- Aalsmeer - Haarlem
- Aalsmeer - Nieuwersluis-Loenen
- Alkmaar - Hoorn
- Amsterdam - Zutphen (Oosterspoorweg)
- Amsterdam - Elten (Rhijnspoorweg)
- Amsterdam - Rotterdam (Oude Lijn)
- Amsterdam CS - Schiphol
- Bovenkerk - Uithoorn
- Haarlem - Uitgeest
- Haarlem - Zandvoort
- Hilversum - Lunetten
- Hoofddorp - Leiden Heerensingel
- Hoorn - Medemblik
- Nieuwediep - Amsterdam (Staatslijn K)
- Santpoort Noord - IJmuiden
- Schiphol - Antwerpen nagysebességű vonal
- St. Pancras - Broek op Langedijk
- Uithoorn - Alphen aan den Rijn
- Weesp - Leiden (Schiphollijn)
- Weesp - Lelystad (Flevolijn)
- Zaandam - Enkhuizen

### Dél-Holland
- Amsterdam - Rotterdam (Oude Lijn)
- Breda - Rotterdam (Staatslijn I)
- Den Haag CS - Zoetermeer (Zoetermeer Stadslijn)
- Elst - Dordrecht (Betuwelijn)
- Gouda - Alphen aan den Rijn
- Gouda - Den Haag
- Hoofddorp - Leiden Heerensingel
- Rotterdam - Zevenaar (Betuweroute - új teherkorridor)
- Rotterdam DP - Rotterdam Maas (Ceintuurbaan)
- Rotterdam Hofplein - Scheveningen (Hofpleinlijn)
- Schiedam - Hoek van Holland (Hoekse Lijn)
- Hogesnelheidslijn Schiphol - Antwerpen
- Uithoorn - Alphen aan den Rijn
- Utrecht - Rotterdam
- Weesp - Leiden (Schiphollijn)
- Woerden - Leiden
- Havenspoorlijn

### Zeeland
- Gent - Terneuzen
- 's-Heer Arendskerke - Vlissingen Sloehaven (Oude Sloelijn)
- Lewedorp - Vlissingen Sloehaven (Nieuwe Sloelijn)
- Mechelen - Terneuzen
- Roosendaal - Vlissingen (Staatslijn F)

### Észak-Brabant
- Antwerpen - Lage Zwaluwe
- Boxtel - Wesel (Duits Lijntje)
- Breda - Eindhoven (Staatslijn E része)
- Breda - Rotterdam (Staatslijn I)
- De Rietvelden-i vontatóvágány
- Eindhoven - Weert
- Lage Zwaluwe - 's-Hertogenbosch
- Nijmegen - Venlo
- Roosendaal - Breda
- Roosendaal - Vlissingen (Staatslijn F)
- Hogesnelheidslijn Schiphol - Antwerpen
- Tilburg - Nijmegen
- Tilburg - Turnhout (Bels Lijntje)
- Utrecht - Boxtel (Staatslijn H)
- Venlo - Eindhoven (Staatslijn E része)
- Weert - Roermond (IJzeren Rijn része)
- Winterslag - Eindhoven

### Limburg
- Wijchen - Hommersum katonai vasút
- Boxtel - Wesel (Boxteler Bahn)
- Eindhoven - Weert
- Haltern - Venlo
- Heerlen - Schin op Geul
- Luik - Maastricht
- Maastricht - Venlo (Staatslijn E része)
- Maastricht - Hasselt
- Maastricht - Aachen (D)
- Nijmegen - Venlo
- Schaesberg - Simpelveld (Miljoenenlijn)
- Sittard - Herzogenrath
- Venlo - Eindhoven (Staatslijn E része)
- Venlo - Viersen (Staatslijn G)
- Weert - Roermond (IJzeren Rijn része)

### Határátmenetek Belgium felé
- Schiphol - Antwerpen nagysebességű vonal
- Antwerpen - Lage Zwaluwe
- Winterslag - Eindhoven
- Maastricht - Hasselt
- Tilburg - Turnhout (Bels Lijntje)
- Luik - Maastricht
- Mechelen - Terneuzen
- Gent - Terneuzen
- Weert - Roermond (IJzeren Rijn része)

### Határátmenetek Németország felé
- Almelo - Salzbergen
- Amsterdam - Elten (Rhijnspoorweg)
- Gronau - Coevorden (Bentheimer Eisenbahn AG)
- Boxtel - Wesel (Boxteler Bahn)
- Münster - Glanerbeek
- Dortmund - Glanerbeek
- Enschede-Zuid - Ahaus (Zuiderspoor)
- Haltern - Venlo
- Jhrhove - Nieuwe Schans
- Nijmegen - Kleef
- Maastricht - Schin op Geul - Aachen
- Sittard - Heerlen - Herzogenrath
- Venlo - Viersen (Staatslijn G)
- Weert - Roermond (IJzeren Rijn része)
- Winterswijk - Bocholt (Bocholtse Baan)
- Zevenaar - Kleef
- Zutphen - Gelsenkirchen-Bismarck